# Arctic World Archive

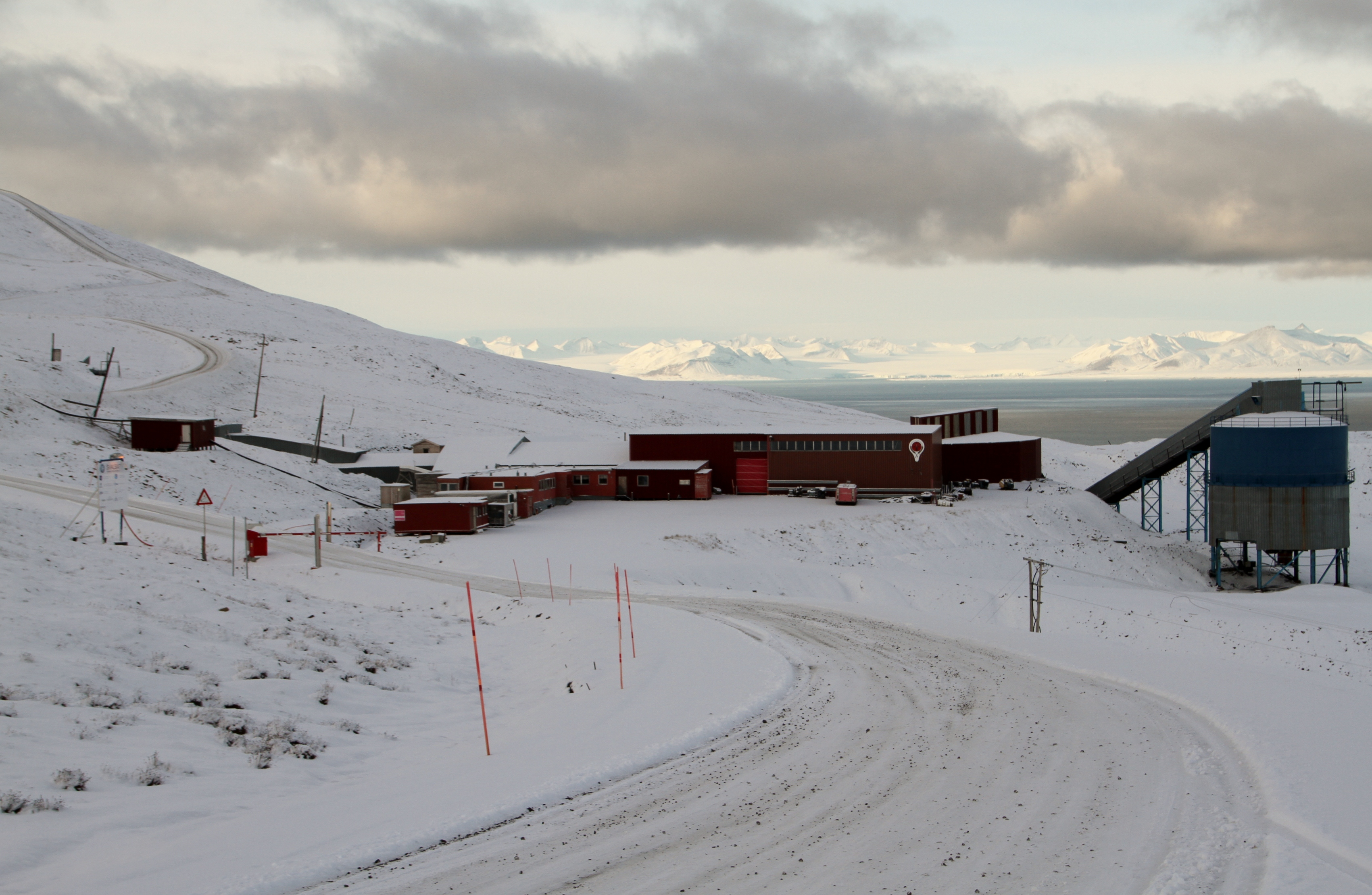
Ehemalige Bergwerksanlage auf Spitzbergen, Norwegen

Das Arctic World Archive (AWA) (auch no. Dommedagshvelv[et] oder en. Doomsday vault) ist ein seit 2017 bestehendes, teilstaatliches Projekt in einem ehemaligen Kohlebergwerk auf Spitzbergen zur Archivierung von Daten über weltweit bedeutende Kulturgüter, das von der Firma Piql AS gemeinsam mit dem staatlichen Bergbauunternehmen Store Norske Spitsbergen Kulkompani betrieben wird.

## Betrieb
Neben Kopien von physischen Gegenständen wird auch Software dokumentiert. Die Daten sollen über hunderte von Jahren zugänglich und nutzbar bleiben. Als Speichermedium wurde Film gewählt, der mit Hilfe von Nanotechnologie zu Mikrofilm und anschließend zu Nanofilm entwickelt wird.
Unweit befindet sich das Svalbard Global Seed Vault.
Erster Kunde war das Brasilianische Nationalarchiv. Im Jahr 2020 wurden von Vertretern des Heiligen Stuhls Manuskripte und Zeichnungen aus dem Mittelalter auf Filmrollen zur Lagerung abgegeben. Unter den Dokumenten befanden sich unter anderem Sandro Botticellis Illustrationen zu Dantes Göttlichen Komödie. Auch Delegationen aus Russland, Südkorea, China, Italien, Mexiko und Spanien gaben Dokumente zur Aufbewahrung ab. Weitere im Archiv gelagerte Werke umfassen Kopien der Gutenberg-Bibel, des Ambraser Heldenbuches und Aufnahmen des Kunstwerkes Der Schrei von Edvard Munch.
Die Plattform für Softwareentwicklung und Versionsverwaltung GitHub ließ alle am 2. Februar 2020 veröffentlichten Verzeichnisse als Arctic Code Vault in der Mine archivieren.